# Campeonato Pan-Pacífico de Natación de 2018
El XIII Campeonato Pan-Pacífico de Natación se celebró en Tokio (Japón) entre el  9 y el 14 de agosto de 2018 bajo la organización de la Federación Internacional de Natación (FINA) y la Federación Japonesa de Natación.
Las competiciones se realizaron en el Centro Acuático Internacional de Tatsumi de la capital nipona; las pruebas de aguas abiertas se disputaron en las aguas de la playa de Hojo, ubicada en la localidad de Tateyama.

## Resultados de natación

### Femenino
| Evento                    | Oro                                                                            | Plata                                                                              | Bronce                                                                               |
| ------------------------- | ------------------------------------------------------------------------------ | ---------------------------------------------------------------------------------- | ------------------------------------------------------------------------------------ |
| 50 m libre (12.08)        | Cate Campbell Australia 23,81                                                  | Simone Manuel Estados Unidos 24,22                                                 | Emma McKeon Australia 24,34                                                          |
| 100 m libre (10.08)       | Cate Campbell Australia 52,03                                                  | Simone Manuel Estados Unidos 52,66                                                 | Taylor Ruck · Canadá · 52,72                                                         |
| 200 m libre (09.08)       | Taylor Ruck · Canadá · 1:54,44                                                 | Rikako Ikee Japón 1:54,85                                                          | Katie Ledecky Estados Unidos 1:55,15                                                 |
| 400 m libre (11.08)       | Katie Ledecky Estados Unidos 3:58,50                                           | Ariarne Titmus Australia 3:59,66                                                   | Leah Smith Estados Unidos 4:04,23                                                    |
| 800 m libre (09.08)       | Katie Ledecky Estados Unidos 8:09,13                                           | Ariarne Titmus Australia 8:17,07                                                   | Leah Smith Estados Unidos 8:17,21                                                    |
| 1500 m libre (12.08)      | Katie Ledecky Estados Unidos 15:38,97                                          | Kiah Melverton Australia 16:00,08                                                  | Leah Smith Estados Unidos 16:00,82                                                   |
| 100 m espalda (10.08)     | Kylie Masse · Canadá · 58,61                                                   | Emily Seebohm Australia 58,72                                                      | Kathleen Baker Estados Unidos 58,83                                                  |
| 200 m espalda (12.08)     | Kathleen Baker Estados Unidos 2:06,14                                          | Taylor Ruck · Canadá · 2:06,41                                                     | Regan Smith Estados Unidos 2:06,46                                                   |
| 100 m braza (09.08)       | Lilly King Estados Unidos 1:05,44                                              | Jessica Hansen Australia 1:06,20                                                   | Reona Aoki Japón 1:06,34                                                             |
| 200 m braza (12.08)       | Micah Lawrence Estados Unidos 2:21,88                                          | Lilly King Estados Unidos 2:22,12                                                  | Satomi Suzuki Japón 2:22,22                                                          |
| 100 m mariposa (11.08)    | Rikako Ikee Japón 56,08                                                        | Kelsi Worrell Estados Unidos 56,44                                                 | Emma McKeon Australia 56,54                                                          |
| 200 m mariposa (10.08)    | Hali Flickinger Estados Unidos 2:07,35                                         | Sachi Mochida Japón 2:07,66                                                        | Katie Drabot Estados Unidos 2:08,40                                                  |
| 200 m estilos (11.08)     | Yui Ohashi Japón 2:08,16                                                       | Sydney Pickrem · Canadá · 2:09,07                                                  | Miho Teramura Japón 2:09,86                                                          |
| 400 m estilos (09.08)     | Yui Ohashi Japón 4:33,77                                                       | Melanie Margalis Estados Unidos 4:35,60                                            | Sakiko Shimizu Japón 4:36,27                                                         |
| 4 × 100 m libre (11.08)   | Australia Emily Seebohm Shayna Jack Emma McKeon Cate Campbell 3:31,58          | Estados Unidos Mallory Comerford Margo Geer Kelsi Worrell Simone Manuel 3:33,45    | Canadá · Taylor Ruck · Kayla Sanchez · Rebecca Smith · Alexia Zevnik · 3:34,07       |
| 4 × 200 m libre (10.08)   | Australia Ariarne Titmus Emma McKeon Mikkayla Sheridan Madeline Groves 7:44,12 | Estados Unidos Allison Schmitt Leah Smith Kathryn McLaughlin Katie Ledecky 7:44,37 | Canadá · Kayla Sanchez · Taylor Ruck · Rebecca Smith · Mackenzie Padington · 7:47,28 |
| 4 × 100 m estilos (12.08) | Australia Emily Seebohm Jessica Hansen Emma McKeon Cate Campbell 3:52,74       | Estados Unidos Kathleen Baker Lilly King Kelsi Worrell Simone Manuel 3:53,21       | Japón Natsumi Sakai Reona Aoki Rikako Ikee Tomomi Aoki 3:55,03                       |

### Mixto
| Evento                    | Oro                                                                      | Plata                                                              | Bronce                                                                            |
| ------------------------- | ------------------------------------------------------------------------ | ------------------------------------------------------------------ | --------------------------------------------------------------------------------- |
| 4 × 100 m estilos (09.08) | Australia Mitchell Larkin Jake Packard Emma McKeon Cate Campbell 3:38,91 | Japón Ryosuke Irie Yasuhiro Koseki Rikako Ikee Tomomi Aoki 3:40,98 | Estados Unidos Kathleen Baker Michael Andrew Caeleb Dressel Simone Manuel 3:41,74 |

### Medallero
| Núm. | País           | Oro | Plata | Bronce | Total |
| ---- | -------------- | --- | ----- | ------ | ----- |
| 1    | Estados Unidos | 18  | 14    | 11     | 43    |
| 2    | Australia      | 8   | 12    | 7      | 27    |
| 3    | Japón          | 6   | 7     | 10     | 23    |
| 4    | Canadá         | 2   | 2     | 4      | 8     |
| 5    | Brasil         | 1   | 1     | 2      | 4     |
|      | TOTAL          | 35  | 36    | 34     | 105   |

## Resultados de natación en aguas abiertas

### Masculino
| Evento        | Oro                                        | Plata                            | Bronce                              |
| ------------- | ------------------------------------------ | -------------------------------- | ----------------------------------- |
| 10 km (14.08) | Jordan Wilimovsky Estados Unidos 1:58:50,5 | Eric Hedlin · Canadá · 1:58:56,7 | Nicholas Sloman Australia 1:59:20,8 |

### Femenino
| Evento        | Oro                                     | Plata                           | Bronce                                 |
| ------------- | --------------------------------------- | ------------------------------- | -------------------------------------- |
| 10 km (14.08) | Haley Anderson Estados Unidos 2:08:24,8 | Kareena Lee Australia 2:08:26,0 | Ana Marcela Cunha · Brasil · 2:08:27,0 |

### Medallero
| Núm. | País           | Oro | Plata | Bronce | Total |
| ---- | -------------- | --- | ----- | ------ | ----- |
| 1    | Estados Unidos | 2   | 0     | 0      | 2     |
| 2    | Australia      | 0   | 1     | 1      | 2     |
| 3    | Canadá         | 0   | 1     | 0      | 1     |
| 4    | Brasil         | 0   | 0     | 1      | 1     |
|      | TOTAL          | 2   | 2     | 2      | 6     |

## Medallero total
| Núm. | País           | Oro | Plata | Bronce | Total |
| ---- | -------------- | --- | ----- | ------ | ----- |
| 1    | Estados Unidos | 20  | 14    | 11     | 45    |
| 2    | Australia      | 8   | 13    | 8      | 29    |
| 3    | Japón          | 6   | 7     | 10     | 23    |
| 4    | Canadá         | 2   | 3     | 4      | 9     |
| 5    | Brasil         | 1   | 1     | 3      | 5     |
|      | TOTAL          | 37  | 38    | 36     | 111   |